# NGC 7126
NGC 7126 (другие обозначения — PGC 67418, ESO 145-18, AM 2145-605, IRAS21456-6050) — спиральная галактика (Sc) в созвездии Индеец.
Этот объект входит в число перечисленных в оригинальной редакции «Нового общего каталога».